# Sala Bly
Sala Bly AB är ett svenskt metallmanufakturföretag i Sala. Produkter är framför allt ammunitionstråd, strålskyddsbly och anoder för förkromning. Företaget har två anläggningar på Sala silvergruvas tidigare område, nära ingången till gruvan. En av fabriksbyggnaderna, murad i tegel, uppfördes 1879. Tidigare utvanns det silverhaltiga mineralet blyglans i gruvan. Numera år råvaran återvunnet bly från fordonsbatterier, som levereras i form av tackor från Boliden Bergsoe i Landskrona. 
Tråddragningen har skett sedan 1930-talet och har drivits av bland annat Avesta Jernverk. Sala Bly ägs sedan 2020 av Grangex.